# Volcán Chimborazo
El Chimborazo es un estratovolcán potencialmente activo, situado en el centro de Ecuador, en la provincia de Chimborazo. Es un volcán muy icónico del Ecuador. Perteneciente a la cordillera de los Andes, específicamente a los Andes septentrionales, cuenta con una altitud de 6263,47 m s. n. m.; por lo que es la montaña más alta del Ecuador y de los Andes septentrionales.
Debido a la forma de la Tierra (geoide), el diámetro en la zona ecuatorial es el mayor de todo el planeta, por lo que si se mide la distancia desde el centro de la Tierra, la cima del Chimborazo es el punto sólido más distante, superando en un poco menos de dos kilómetros la de la montaña de mayor altitud sobre el nivel del mar, el Everest.
Su última erupción conocida se cree que se produjo alrededor del año 550 d. C. Se localiza a 25 km al noroeste de Riobamba, a 25 km al noreste de Guaranda y a 30 km al suroeste de Ambato. El volcán y sus alrededores forman parte de la Reserva de Producción de Fauna Chimborazo, una reserva que forma parte del Sistema Nacional de Áreas Protegidas del Ecuador. El Chimborazo es considerado el monumento natural más emblemático de la provincia homónima; asimismo, es un gran atractivo turístico que cada año atrae a miles de personas.

## Toponimia
Se desconoce a ciencia cierta el significado de esta palabra. Se especula que pueda venir del idioma Cayapa donde shimbu significa "Gran señora de la nieve". Por otro lado, otra conjetura dice que podría significar nevado candente, de las palabras quechua: Chinú, caliente o candente; y rase, nevado.Sin embargo, el primero de ellos hace más relación con la leyenda ancestral de Ecuador que daba género femenino al Chimborazo, debido a su forma.

## Geografía

### Ubicación
La cima del volcán Chimborazo se encuentra un grado al sur del ecuador, por lo que a pesar de su elevación sobre el nivel del mar, que es 6263,47 m s. n. m., 2530 m menor que el Everest, se encuentra a 6384,4 km del centro del planeta, lo que representa 2,1 kilómetros más alejado que la cima del coloso asiático. Está situado a 150 km al suroeste de Quito y 20 km al noroeste de Riobamba.
El Chimborazo está rodeado por la Reserva Faunística de Chimborazo, que forma un ecosistema protegido para preservar el hábitat de los camélidos nativos de los Andes, como son la vicuña, la llama y la alpaca.

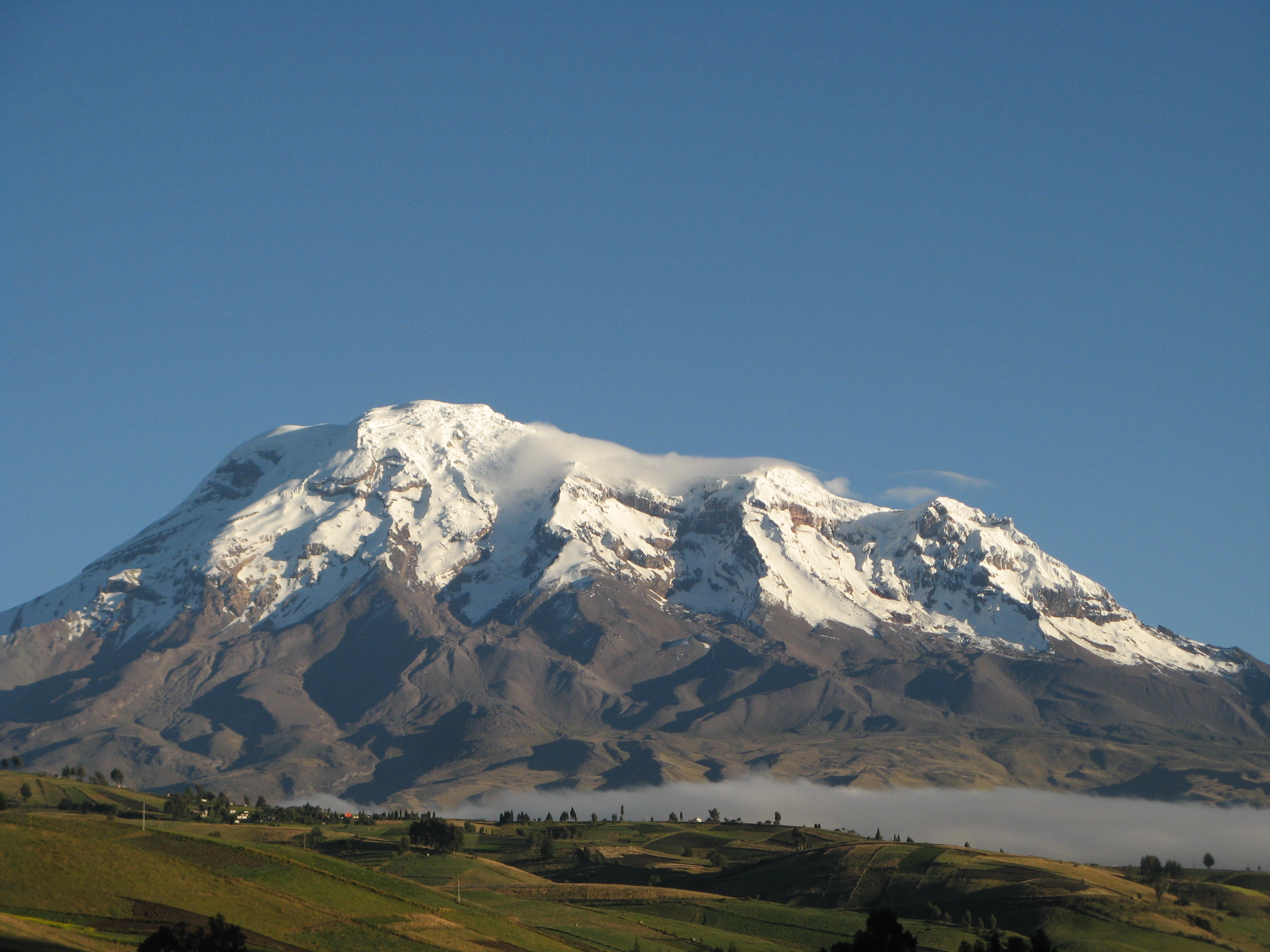
Cumbres del Chimborazo.
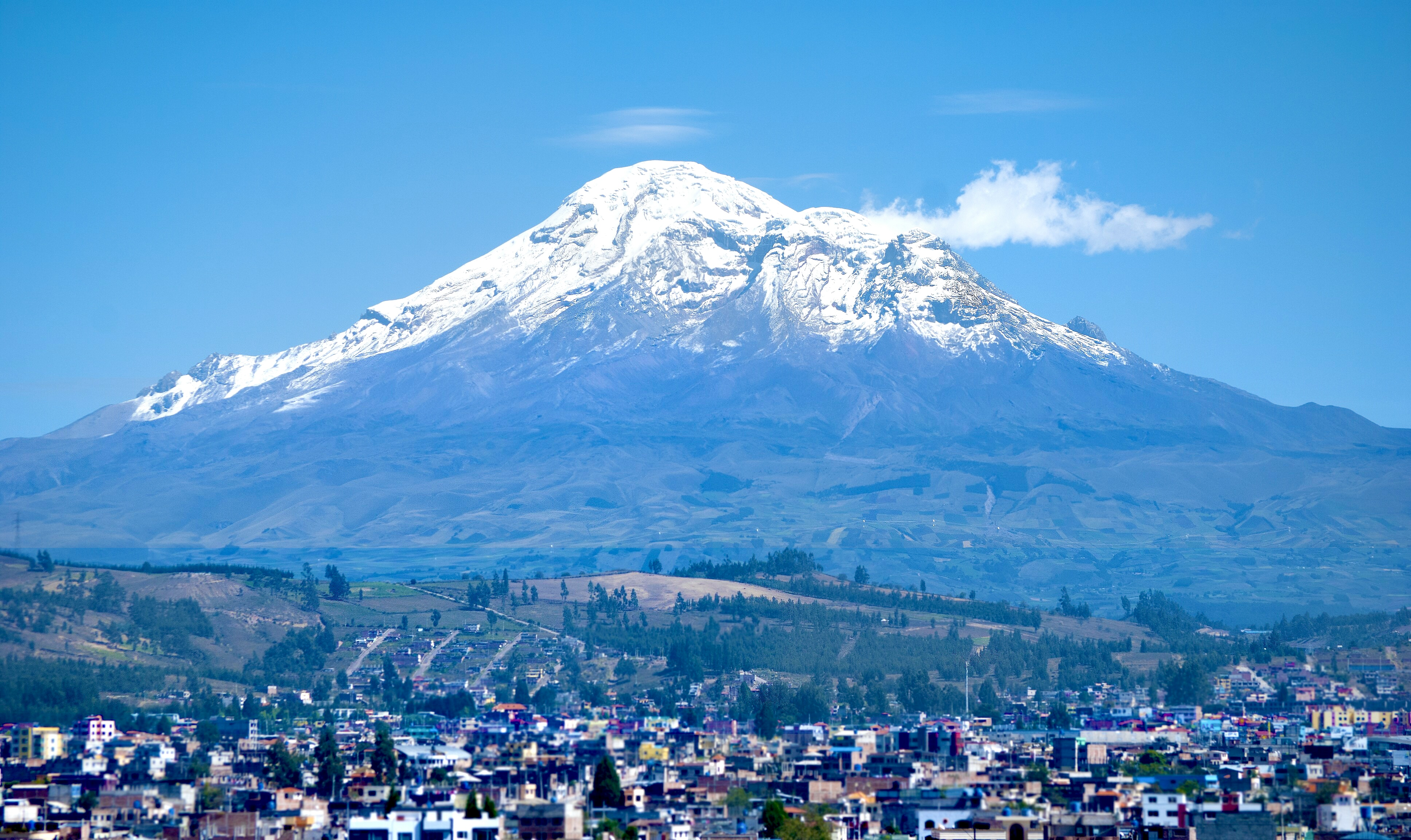

### Glaciares
La parte superior del monte Chimborazo está completamente cubierta por glaciares, con brazos al noreste que bajan a 4600 m s. n. m. Su glaciar es la fuente de agua para la población de las provincias ecuatorianas de Bolívar y Chimborazo. El glaciar del Chimborazo ha disminuido en las últimas décadas, aparentemente por las influencias combinadas del cambio climático, la ceniza producto de la actividad volcánica reciente del Tungurahua y el Fenómeno del Niño.
Al igual que en otros glaciares de la sierra ecuatoriana, el hielo de los glaciares del Chimborazo ha sido extraído por hieleros para ser vendido en los mercados de Guaranda y Riobamba. En la antigüedad, las personas transportaban hielo hasta las ciudades costeras, como Babahoyo y Vinces.

### Vulcanismo
El Chimborazo es predominantemente un estratovolcán. Hace unos 35 000 años la erupción del Chimborazo produjo una avalancha de escombros, cuyos depósitos subyacen en Riobamba. Luego entró en erupción varias veces durante el Holoceno, la última vez alrededor de 550 d. C. ± 150 años. El Instituto Geofísico del Ecuador (IGE) considera al Volcán Chimborazo como potencialmente activo.

### Elevación

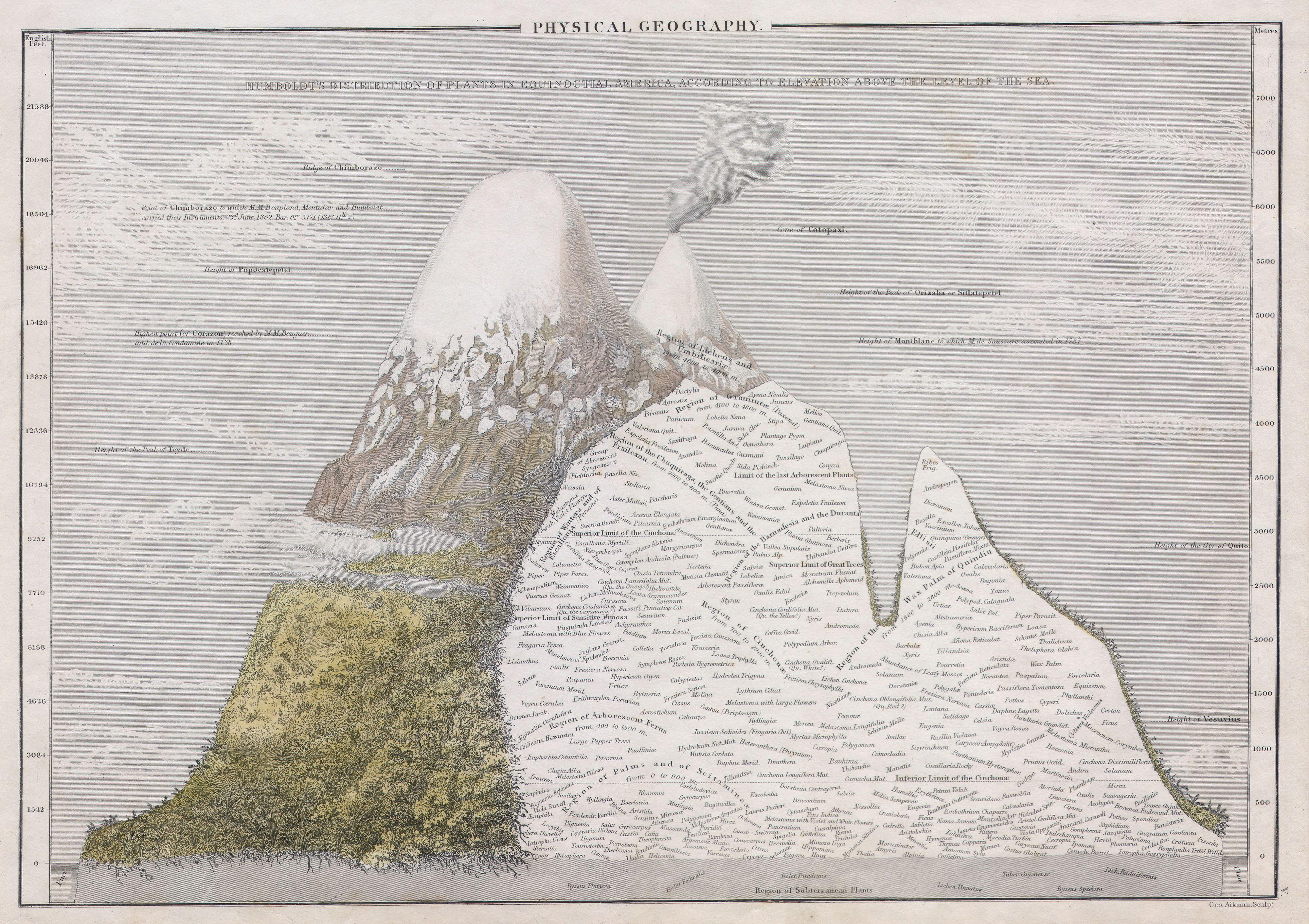
1839 Mapa de las montañas y plantas de América elaborado por Alexander von Humboldt, donde se ilustra el Chimborazo.

Con una altura de 6263,47 m s. n. m., el monte Chimborazo es la montaña y volcán más alto del Ecuador. La cumbre del monte Everest alcanza una mayor altitud sobre el nivel del mar, pero la cima del monte Chimborazo es el punto más lejano en la superficie del centro de la Tierra, con el Huascarán en segundo lugar. Esto se debe a que la forma de la Tierra es, aproximadamente, un elipsoide de revolución, una esfera achatada por los polos, resultando en un abultamiento alrededor del ecuador terrestre. Este abultamiento está causado por la rotación de la Tierra y ocasiona que el diámetro de la Tierra en el ecuador sea 43 km más largo que el diámetro de un polo a otro. El Chimborazo se encuentra un grado al sur del Ecuador y el diámetro de la Tierra en el ecuador es mayor que en la latitud del Everest (8848 m s. n. m.), cerca de 28° norte. A pesar de ser 2580 m más bajo en altitud sobre el nivel del mar, está a 6384,4 km del centro de la Tierra, 2168 m más alto que la cima del Everest (6382,3 km del centro de la Tierra).

#### Punto más cercano al Sol

Comparación de la mayor elevación de la Tierra (verde) con el punto más alejado de su eje (rosa) y de su centro (azul) - no a escala

Al ser el punto más cercano al espacio exterior, ya que medido desde el centro de la Tierra es la montaña más alta del planeta, superando en dos kilómetros la altura del Everest, al Chimborazo coloquialmente se lo conoce como «el punto más cercano al Sol». Sin embargo, la inclinación del eje terrestre logra, más allá de las diferencias de altura entre los diferentes puntos sobre la corteza terrestre, que los puntos más cercanos al Sol sean, dependiendo del día del año, desde los que rondan el trópico de Cáncer (20/21 de junio, solsticio de verano en el hemisferio norte) hasta los que bordean el trópico de Capricornio (21/22 de diciembre, solsticio de verano en el hemisferio sur); por su parte, los puntos del globo sobre la línea ecuatorial solo son candidatos a ser los más cercanos al Sol en épocas intermedias, de equinoccios (20/21 de marzo, 22/23 de septiembre).
Teniendo en cuenta el hecho de que los rayos del Sol llegan de forma perpendicular en la zona ecuatorial, la cantidad de energía recibida por unidad de superficie, a nivel del suelo, es mayor en el ecuador que en los polos.

### Peligros relacionados

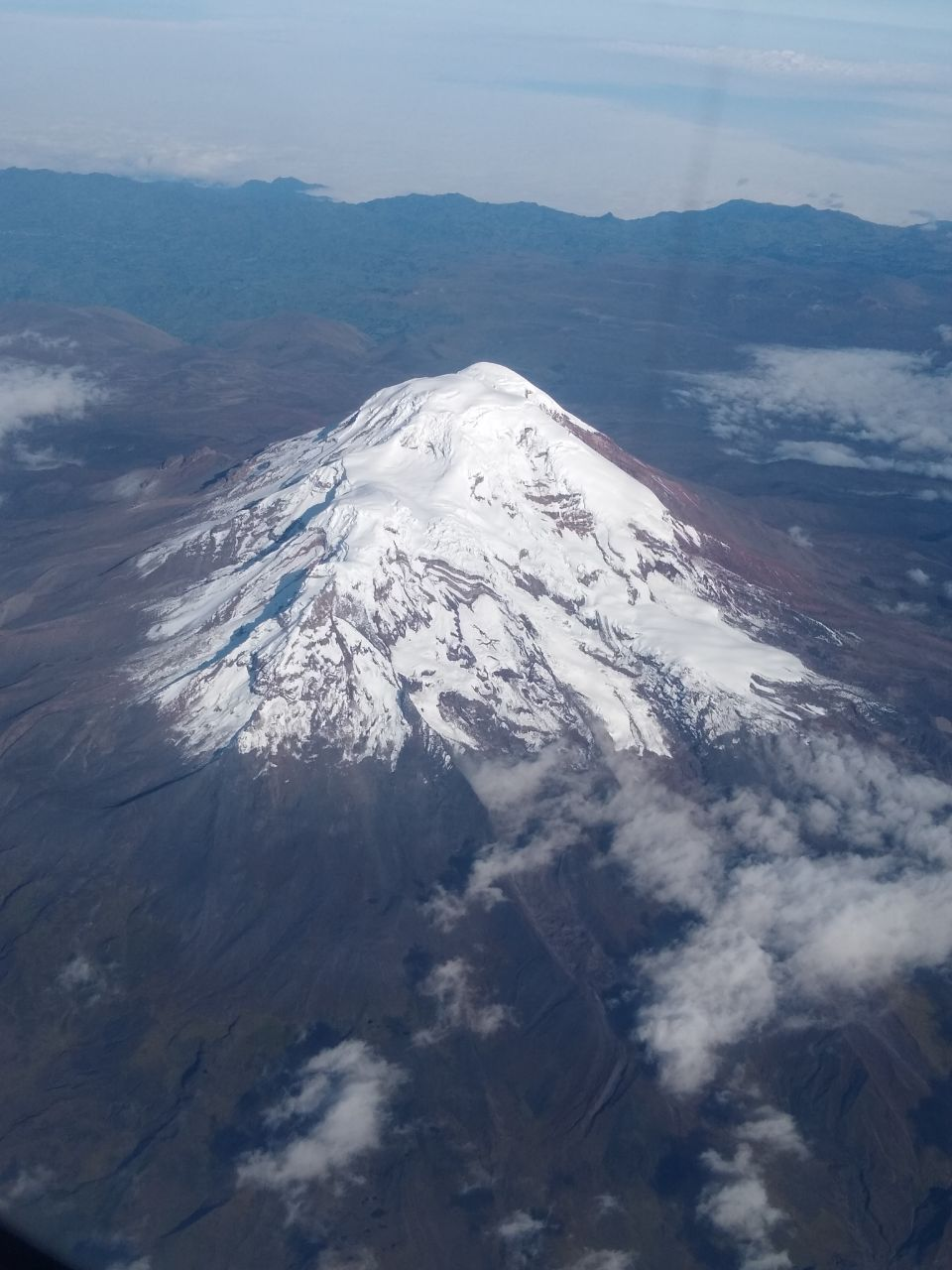
Volcán Chimborazo visto desde un avión

Los peligros de este volcán se relacionan principalmente con fuertes lahares procedentes de las masas glaciares del volcán.

### Visibilidad
El Chimborazo, en los días despejados de cielo abierto, ha sido visto desde la ciudad de Guayaquil, que está a 142 km.

## Historia

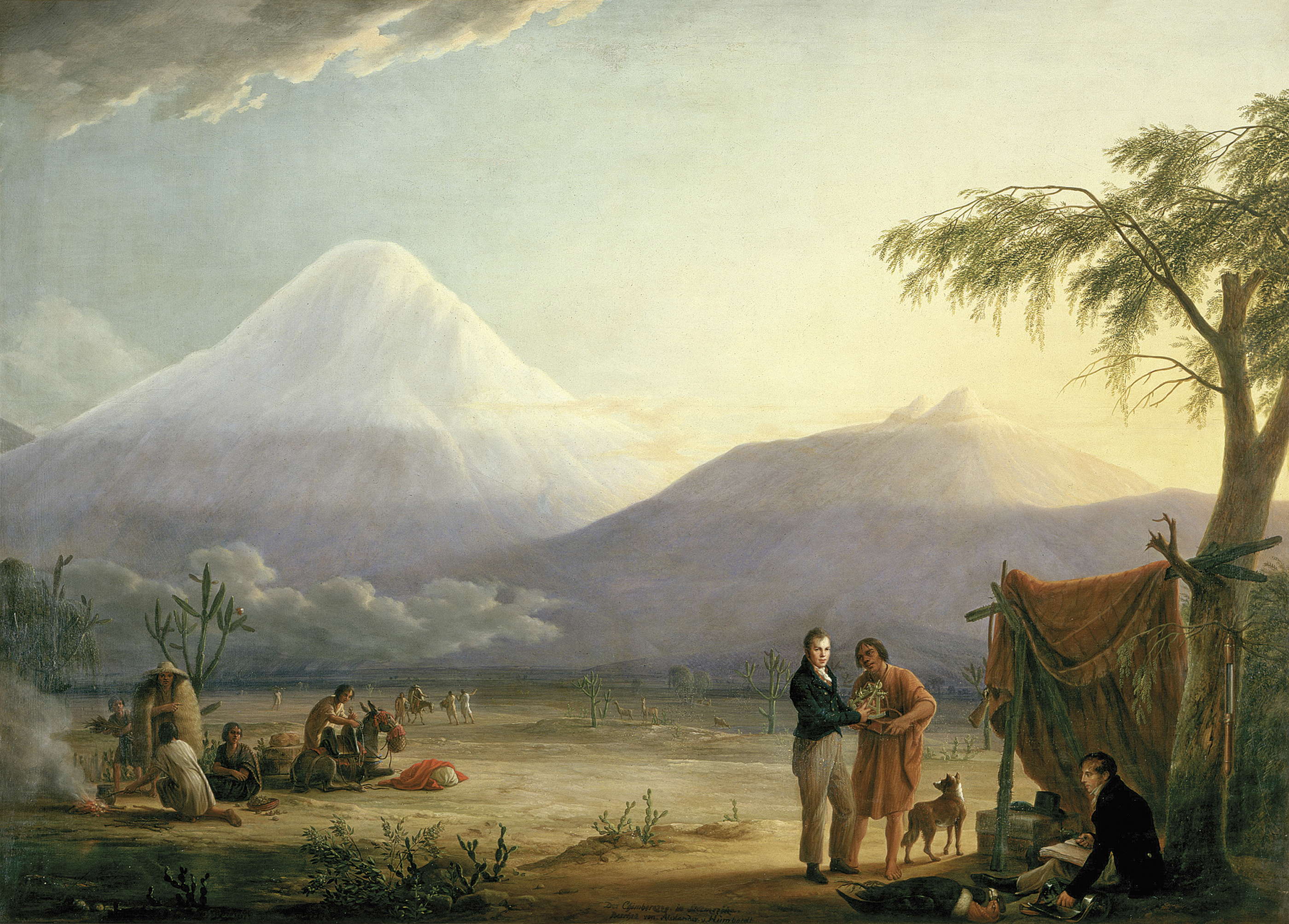
Alexander von Humboldt y Aimé Bonpland al pie del volcán del Chimborazo, cuadro de Friedrich Georg Weitsch (1810).

El Chimborazo fue un santuario de altura inca, uno de los últimos ubicados al norte; con restos de piedra (pircas) era adorado por los pueblos que habitaban en sus faldas, quienes le ofrecían llamas y doncellas, hijas de señores importantes, para ser sacrificadas en la ceremonia de la "Capacocha" (sacrificio de niños en sitios sagrados). Así aseguraban la provisión del agua que bajaba de la montaña, el control de su furia manifestada en tormentas, granizadas, heladas y sequías.  
En una información de 1582, el cura de San Andrés de Xunxi dice: “El dicho volcán del Chimborazo está de este pueblo una legua y media; salen del 3 o 4 arroyos de agua (...). Y alrededor de él, al pie de la nieve, hay algunos edificios caídos, donde acudía toda la tierra alrededor a ofrecer cada vez que se les antojaba; y allí en aquellas casas que tenían hechas se alojaban; y hoy en día hay algunas (?) que dejó el Inca allí ofrecidas.”
Hasta el siglo XIX se consideraba al Chimborazo como «el pico más alto del mundo». Esta reputación llevó a muchos intentos por conquistar su cima, especialmente durante los siglos XVII y XVIII.
En 1802, el barón Alexander von Humboldt, acompañado de Aimé Bonpland y el ecuatoriano Carlos Montúfar, trataron de subir hasta la cumbre, pero desistieron a los 5875 m s. n. m. a causa del soroche (malestar que se siente en las alturas por enrarecimiento del aire, también llamado apunamiento). En ese punto, el barón se encontraba en la mayor altura alcanzada por europeo alguno en la historia escrita.
El primer hombre que llegó a la cumbre fue Edward Whymper con los primos Louis y Jean-Antoine Carrel en 1880. Como hubo muchas personas que dudaban de este éxito, Whymper subió otra vez, por un camino diferente el mismo año con los dos ecuatorianos David Beltrán y Francisco Campaña.
Una tradición de las comunidades cercanas a este volcán era la de llevar el hielo de los glaciares de la montaña al pueblo para preparar sus bebidas. Estas personas eran conocidas como «los hieleros del Chimborazo». La última persona en dedicarse a este trabajo fue Baltazar Ushca, llamado por el pueblo ecuatoriano como "El último hielero del Chimborazo", un oficio que se extinguió luego de fallecer en octubre de 2024. Esta actividad consiste en cortar bloques de hielo del glaciar los martes y viernes, y transportarlos con mulas para venderlos en el mercado central de Chimborazo donde se emplea para hacer jugos y raspados de hielo. Por lo general se los encuentra en parques populares y en los mercados de la ciudad de Riobamba.

## Datos curiosos

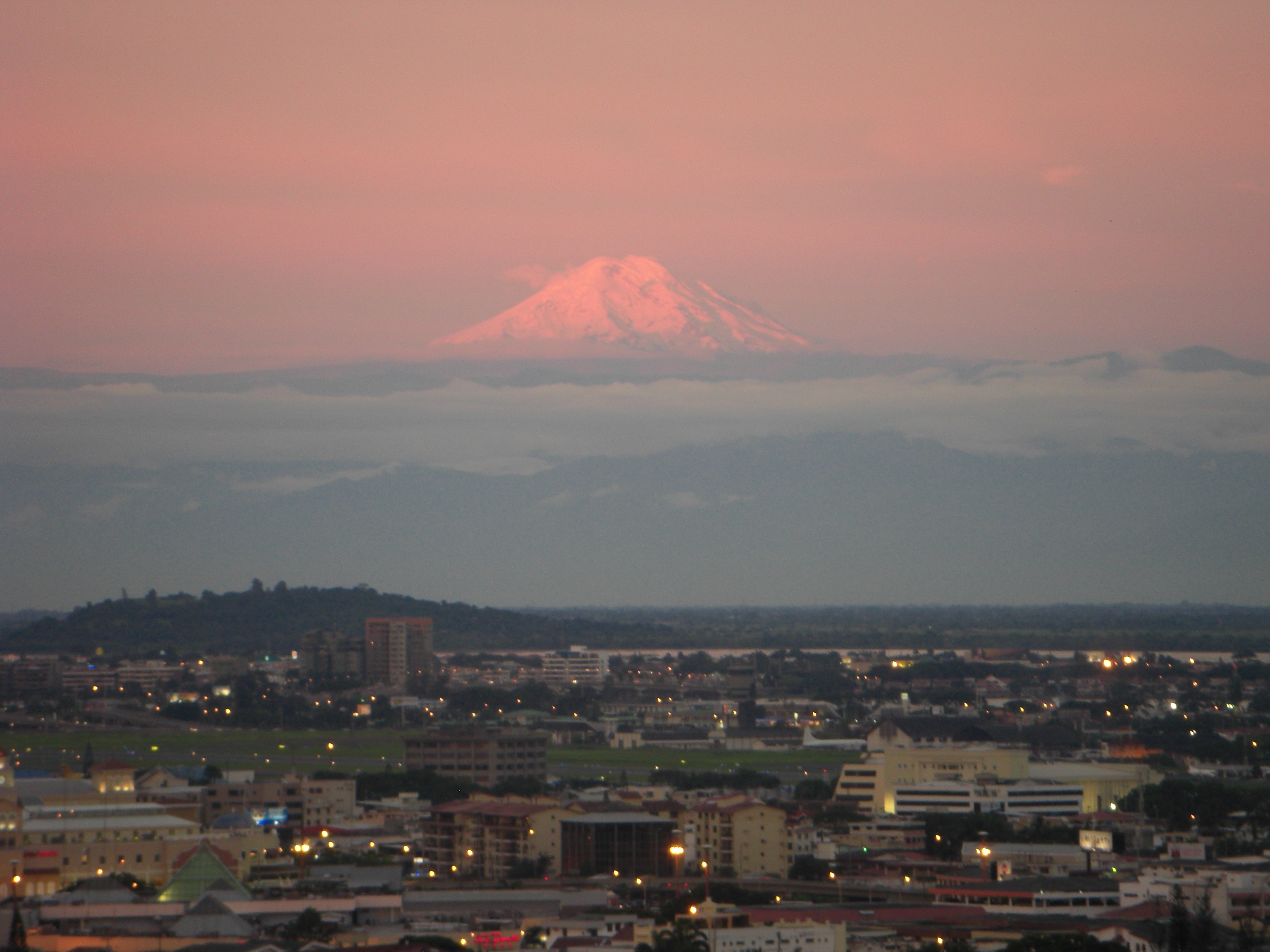
Cuando el cielo está despejado, el volcán Chimborazo puede ser visto a 142 km de distancia en la ciudad de Guayaquil.

- El Chimborazo aparece en el escudo del Ecuador para representar la belleza y la riqueza de la sierra ecuatoriana.
- Simón Bolívar escribió en 1822 un poema inspirado por el volcán, llamado «Mi delirio sobre el Chimborazo».
- Alexander von Humboldt, el padre de la geografía moderna universal,[20]  se convirtió en el naturalista más importante de su época debido a su viaje por América, principalmente durante su ascenso al Chimborazo, donde pudo conectar todos los tipos y especies vegetales por el punto de su ubicación en la Tierra.[21]
- Reinhold Messner, el más grande alpinista de todos los tiempos subió el Chimborazo en 1992.[22]
- Walt Whitman, Emily Dickinson y Ralph Waldo Emerson han nombrado al Chimborazo en sus escritos.[23][24]
- El nombre de este volcán tiene etimologías como "Dios del hielo" y "Viento sagrado de la Luna". Fue considerado un Dios por los antiguos puruháes.[25]
- Sandy Patch realizó un cortometraje que registra la actividad de uno de los últimos (si no el último) hieleros del Chimborazo.
- Si se mide desde el centro de la Tierra, el Chimborazo es el pico más alto del mundo, superando al Everest por 1.811 metros. Archivado el 23 de noviembre de 2019 en Wayback Machine.. Esto es debido a la Protuberancia ecuatorial.
- Marco Cruz es la persona que más veces ha subido al Chimborazo con más de 1000 ascensiones.[26]
- Existe un himno dedicado al volcán Chimborazo, escrito por la escritora y poeta Jacqueline Costales [27]